# Traité de Valiesar

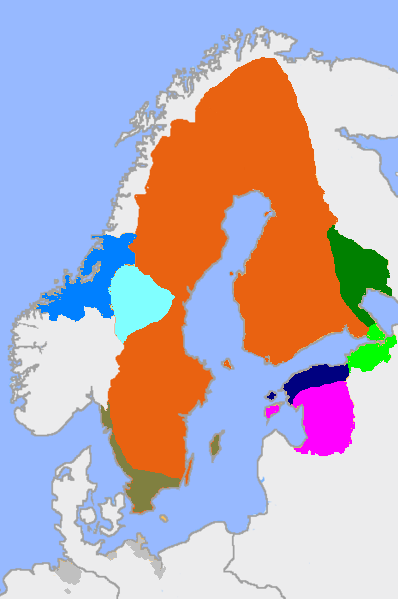
La Suède en 1658

Le traité de Valiesar (en estonien : Vallisaare vaherahu, en russe : Валиесарский договор) est un traité conclu entre la Russie et la Suède mettant fin à l'épisode de la guerre russo-suédoise de la Première guerre du Nord. Il a été signé sur le domaine de Valiesar (Vallisaare), près de Narva le 20 décembre 1658. En vertu de ce traité, la Russie a le droit de garder les territoires conquis en Livonie pendant trois ans : Koknese, Dorpat, Marienburg, Syrensk, Iama, Dinaburg, Rēzekne et quelques autres. 
À l'expiration du délai, la situation militaire de la Russie dans sa guerre contre la Pologne s'est à tel point détériorée que le tsar Alexis Ier ne peut se permettre de s'engager dans un nouveau conflit avec la puissante Suède. Ses boyards n'ont d'autre choix que de signer le traité de Kardis en 1661, qui oblige la Russie à céder ses conquêtes livoniennes et ingriennes à la Suède, confirmant ainsi les conditions du traité de Stolbovo. Cet arrangement reste en vigueur jusqu'au début de la Grande guerre du Nord en 1700.